# Last Night In Town
 (avril 2021).
Si vous disposez d'ouvrages ou d'articles de référence ou si vous connaissez des sites web de qualité traitant du thème abordé ici, merci de compléter l'article en donnant les références utiles à sa vérifiabilité et en les liant à la section « Notes et références ».
Last Night In Town est le premier album studio du groupe de Metalcore Américain Every Time I Die, sorti le 14 août 2001 sous le label Ferret Records.
Comme les autres albums de la discographie de Every Time I Die, Last Night In Town possède quelques éléments de Mathcore, même si la musique reste incontestablement Metalcore[réf. nécessaire].

## Composition
- Keith Buckley - chant
- Jordan Buckley - guitare
- Andrew Williams - guitare
- Michael "Ratboy" Novak Jr. - Drums
- Aaron Ratajczak - Basse / Piano sur le titre Nothing Dreadful Ever Happens
- Howard Jones - voix de fond sur le titre Punch-Drunk Punk Rock Romance

## Liste des morceaux
1. Emergency Broadcast Syndrome – 2:00
2. Jimmys Tango's Method – 3:40
3. Here's Lookin' At You – 3:44
4. Punch-Drunk Punk Rock Romance (avec Howard Jones, du groupe Killswitch Engage) – 4:36
5. Enter Without Knocking And Notify The Police – 2:01
6. The Logic Of Crocodiles – 3:50
7. Pincushion – 3:18
8. Nothing Dreadful Ever Happens – 3:43
9. California, Gracefully – 2:53
10. Shallow Water Blackout – 2:55